# Österby bruksförsamling
Österby bruksförsamling var en bruksförsamling inom Svenska kyrkan, vid Österbybruk i Uppsala stift i nuvarande Östhammars kommun. Församlingen uppgick 1879 eller senare i Films församling.
Kyrka var Österbybruks kyrka.

## Administrativ historik
Församlingen bildades 1735 som kapellförsamling genom utbrytning ut Films församling och återgick dit 1879 eller senare. Församlingen ingick i Films pastorat 